# Fannbyn
Fannbyn is een plaats in de gemeente Örnsköldsvik in het landschap Ångermanland en de provincie Västernorrlands län in Zweden. De plaats heeft 111 inwoners (2005) en een oppervlakte van 31 hectare. De plaats ligt in het bos, vlak bij een aantal bergen/heuvels.